# Samuel Watson (escalador)
Samuel Watson (conocido como Sam Watson; Southlake, 27 de febrero de 2006) es un deportista estadounidense que compite en escalada.
Participó en los Juegos Olímpicos de París 2024, obteniendo una medalla de bronce en la prueba de velocidad. En los Juegos Panamericanos de 2023 obtuvo una medalla de oro en la prueba de velocidad.

## Palmarés internacional
| Juegos Olímpicos     | Juegos Olímpicos | Juegos Olímpicos  | Juegos Olímpicos |
| Año                  | Lugar            | Medalla           | Prueba           |
| -------------------- | ---------------- | ----------------- | ---------------- |
| 2024                 | París (Francia)  | Medalla de bronce | Velocidad        |
| Juegos Panamericanos |                  |                   |                  |
| Año                  | Lugar            | Medalla           | Prueba           |
| 2023                 | Santiago (Chile) | Medalla de oro    | Velocidad        |